# Caccobius pilosus
Caccobius pilosus là một loài bọ cánh cứng trong họ Bọ hung (Scarabaeidae).